# حاج امجدالسلطان
حاج امجدالسلطان از شاهزادگان قاجاری بود، که در دوره نخست بعنوان نماینده تهران در مجلس شورای ملی حضور داشت.